# Picconia excelsa
Picconia excelsa (Aiton) DC., conocido en castellano como palo blanco, es una especie de árbol o a veces arbusto siempreverde de aspecto lauroide, perteneciente a la familia Oleaceae.
Es propio de la laurisilva atlántica y exclusivo de Macaronesia.

## Descripción
Dentro de las oleáceas se diferencia por ser un árbol que puede superar los 10 m de altura. El tronco es rugoso, de corteza fisurada e incluso verrugoso. Las hojas son coriáceas, más o menos ovadas o elípticas, de 6-8 cm, brillantes y de color verde oscuro, sin agallas ni glándulas, a diferencia de otros árboles de la laurisilva pertenecientes a Lauraceae, de los cuales se diferencia claramente por la disposición opuesta de las hojas.
Las flores son tetrámeras, con una corola de color blanco sin tubo, dispuestas en racimos cortos, siendo los frutos en forma de drupas poco carnosas y de color violáceo-purpúreo a negro cuando maduran, de 1-2 cm y se asemejan a una aceituna deformada. 
Presenta floración entre febrero y julio.

## Distribución y hábitat
Se trata de una especie endémica de los archipiélagos macaronésicos de Canarias ―España― y Madeira ―Portugal―.
En Canarias se encuentra en todas las islas excepto en Lanzarote y La Graciosa, aunque es muy raro en Fuerteventura, localizándose algunos pocos ejemplares en las cimas de la península de Jandía.
En Madeira solo se encuentra en la isla homónima, donde es relativamente frecuente.
Forma parte de la laurisilva, siendo un árbol propio de las situaciones más húmedas y termófilas.

## Taxonomía
El taxón fue originalmente descrito y publicado por el botánico escocés William Aiton como Olea excelsa en Hortus Kewensis en 1789. Finalmente, tras varios cambios taxonómicos, fue publicado como Picconia excelsa por el botánico suizo Augustin Pyrame de Candolle en Prodromus Systematis Naturalis Regni Vegetabilis en 1844.
Etimología
- Picconia: nombre genérico dedicado al horticultor italiano del siglo xix Giovanni Maria Picconi.
- excelsa: epíteto que procede del latín excelsus, con el sentido de alto, muy alto, excelente o sobresaliente.

Sinonimia
Presenta los siguientes sinónimos:
- Notelaea excelsa (Aiton) Webb & Berthel.
- Olea excelsa Aiton → basónimo
- Olea maderiensis Steud

## Interés económico y cultural
A lo largo de la historia la madera del palo blanco, madera veteada de rosa, pesada y de gran dureza, fue utilizada en carpintería, estructuras agrícolas, construcción naval, taraceas y para fusos de lagares.
En el continente europeo se ha plantado alguna vez en zonas de clima mediterráneo como planta ornamental. Un ejemplar de dimensiones monumentales se encontró en el parque de villa Durazzo Pallavicini en Génova Pegli, presumiblemente plantado hacia 1840-46.[cita requerida]

## Estado de conservación
Está catalogada como especie bajo preocupación menor en la Lista Roja de la UICN.
Se encuentra protegida a nivel de la Comunidad Autónoma de Canarias por la Orden de 20 de febrero de 1991 sobre protección de especies de la flora vascular silvestre en su Anexo II.

## Nombres comunes
En las islas Canarias es conocido como palo blanco o paloblanco, haciendo alusión a la palidez de su corteza. El término es un canarismo creado por influencia del portugués pau-branco, que es el nombre dado en Madeira a la misma especie, y en Azores a Picconia azorica..